# Untergruppenbach

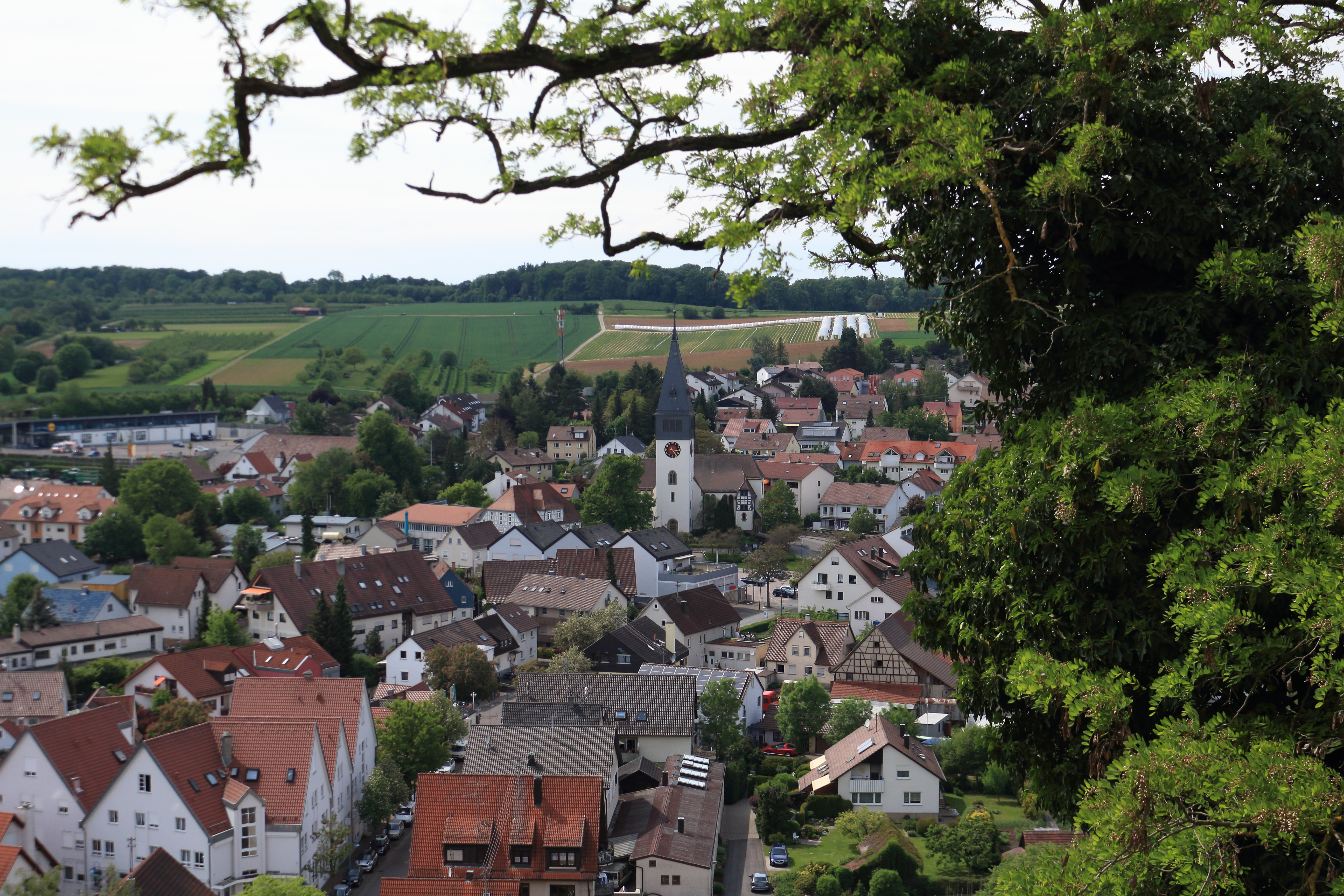
Blick über Untergruppenbach von der Burg Stettenfels

Untergruppenbach ist eine Gemeinde im Landkreis Heilbronn, Baden-Württemberg etwa 7 km südöstlich von Heilbronn. Sie gehört zur Region Heilbronn-Franken (bis 20. Mai 2003 Region Franken) und zur Randzone der europäischen Metropolregion Stuttgart.

## Geographie

### Geographische Lage
Untergruppenbach liegt im Süden des Landkreises Heilbronn, etwa 6 km südöstlich der unmittelbar benachbarten Stadt Heilbronn im Tal des Gruppenbachs und am Fuße der bewaldeten Löwensteiner Berge, wo diese nach Süden in die kleinhügelige Ackerbaulandschaft östlich des mittleren Neckartals übergehen. Ein bedeutender Teil des Gebietes der Gemeinde, das fast ausschließlich nach Süden zur Schozach entwässert, liegt auch im Westzweig der Löwensteiner Berge, wodurch sie Anteil an den Naturräumen Schwäbisch-Fränkische Waldberge und Neckarbecken hat.

### Nachbargemeinden
Nachbarstädte und -gemeinden Untergruppenbachs sind (im Uhrzeigersinn, beginnend im Nordwesten): Heilbronn (Stadtkreis), Lehrensteinsfeld, Löwenstein, Lauffen am Neckar (Exklave Stadtwald Etzlenswenden), Beilstein (Exklave Farnersberg), Abstatt, Ilsfeld, Talheim und Flein (alle Landkreis Heilbronn). Zusammen mit Abstatt, Beilstein und Ilsfeld bildet Untergruppenbach den Gemeindeverwaltungsverband Schozach-Bottwartal mit Sitz in Ilsfeld.

### Gemeindegliederung
Die Gemeinde Untergruppenbach besteht aus Untergruppenbach selbst und Unterheinriet. Zu Untergruppenbach gehören die Weiler Donnbronn und Obergruppenbach sowie Schloss und Hof Stettenfels, zu Unterheinriet die Weiler Oberheinriet und Vorhof. Die abgegangenen, also heute nicht mehr bestehenden Orte Besenhausen, Espenweiler, Gerhausen und Schwengelhausen befanden sich auf Markung Unterheinriet, ebenso die nicht mehr bestehende Burg Heinriet.
Die Gemeinde Untergruppenbach hat 8670 Einwohner (Stand 2024). 2007 lebten von damals rund 7500 Personen 3900 im Ortsteil Untergruppenbach, 850 in Donnbronn, 470 in Obergruppenbach, 1700 in Unterheinriet, 500 in Oberheinriet und 140 in Vorhof.

### Flächenaufteilung
Nach Daten des Statistischen Landesamtes, Stand 2014.
Genauere Aufschlüsselung für das Jahr 2001
Auch damals umfasste das Gemeindegebiet 27,27 km². Diese Fläche teilte sich wie folgt auf:
- 3,79 km² Siedlungs- und Verkehrsfläche, davon
  - 1,90 km² Gebäude- und Freifläche
  - 1,78 km² Verkehrsfläche
- 11,19 km² Landwirtschaftsfläche, davon
  - 7,67 km² Ackerland
  - 2,95 km² Wiesen
  - 0,98 km² Weinberge
- 12,13 km² Wald
- 0,09 km² Wasserfläche
- 0,07 km² Übrige Nutzungsarten

## Geschichte

### Untergruppenbach

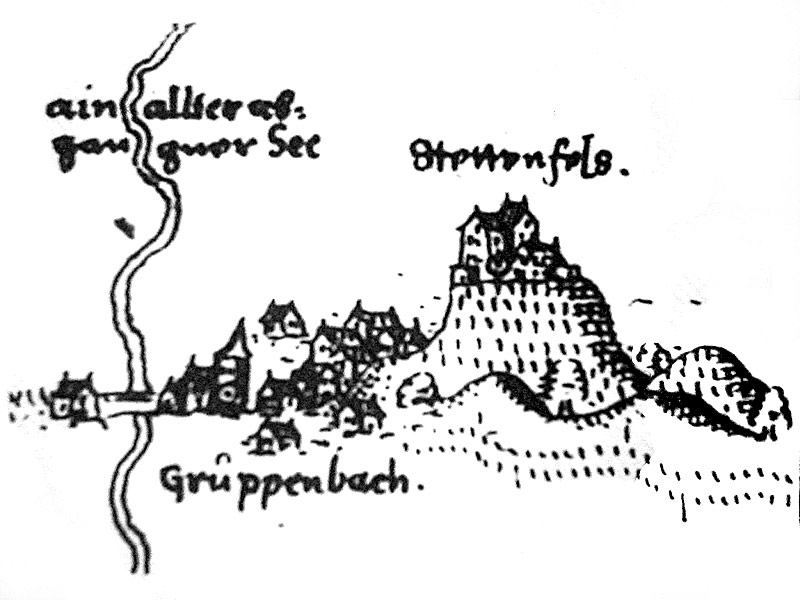
Gruppenbach mit Burg Stettenfels 1598

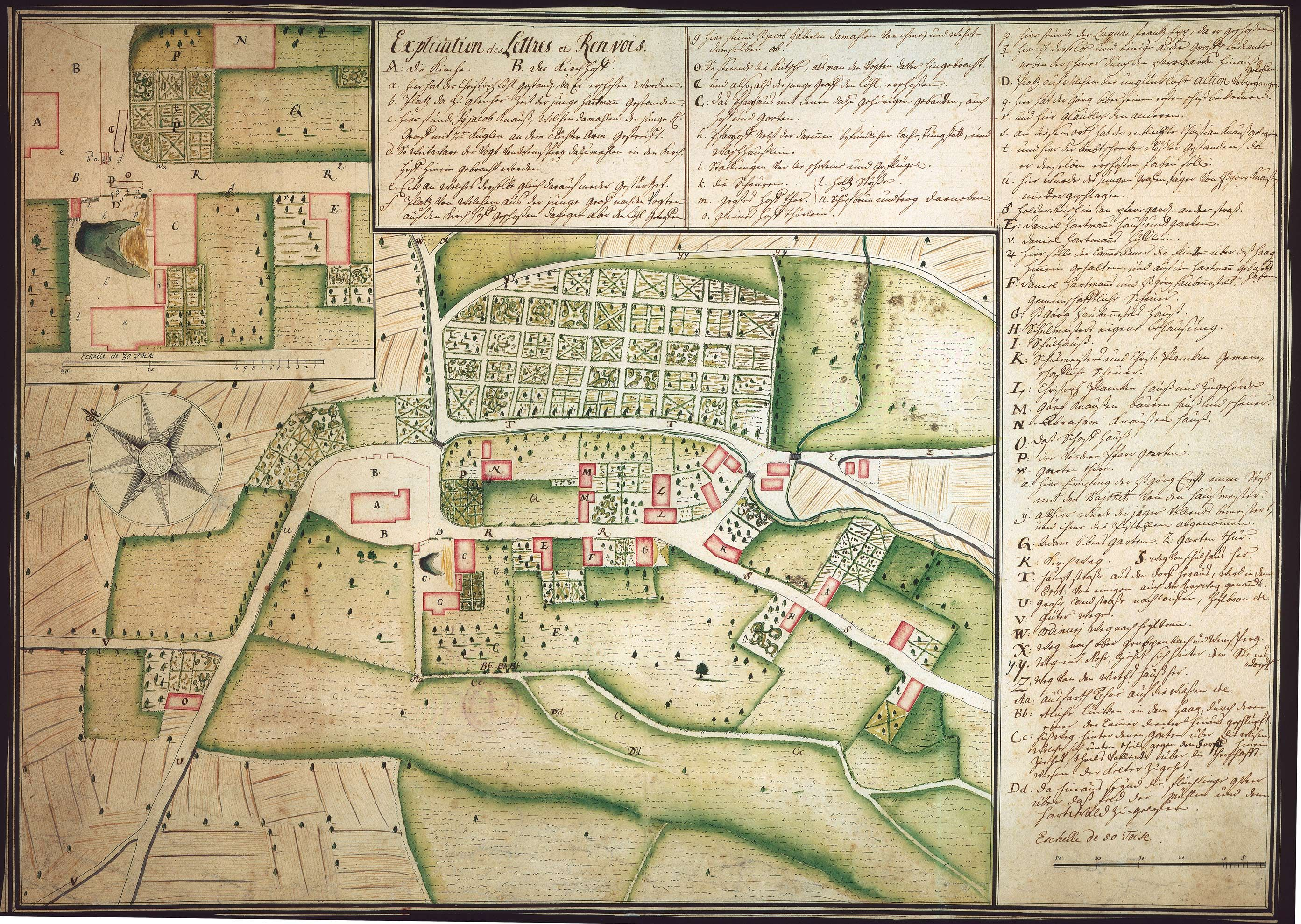
Lageplan von Untergruppenbach 1737

Unterhalb des Stettenfelses gab es vermutlich im 6. Jahrhundert erstmals eine Siedlung. Die erste urkundliche Erwähnung unter dem Namen Gruppenbach erfolgte im Jahre 1109 in einer Schenkungsurkunde des Conrad von Merlenheim. Der Name „Groppenbach“ bezeichnete gleichermaßen den Ort wie auch den ihn durchlaufenden Bach, der heute Gruppenbach heißt. Sein Name geht auf den Süßwasserfisch Groppe zurück, er speiste einst auch einen See, der bereits vor 1600 eingetrocknet ist. Im Hochmittelalter wechselte die Gemeinde mehrfach den Besitzer. 1277 erwarb Pfalzgraf Ludwig II. die Gemeinde, bevor 1356 sowohl das Dorf wie auch die Burg Stettenfels an Burkard Sturmfeder weitergingen. Die Sturmfeder betrieben ab 1370 den Ausbau der Burg. 1481 gestattete Kaiser Friedrich III. die Einrichtung einer Badstube, eines Backhauses und einer offenen Schenkstatt im Dorf. 1504 eroberte Herzog Ulrich von Württemberg im Auftrag des Kaisers die Herrschaft Stettenfels und erhielt diese anschließend als Lehen, das er 1507 an seinen Erbmarschall Konrad Thumb von Neuburg weitergab. Nach einem Zwischenspiel in den Händen von Wolf Philipp von Hirnheim, der 1527 Eigentümer wurde und 1536 die Reformation durchführte, sind von 1551 an die Fugger Besitzer der Gemeinde. Im Dreißigjährigen Krieg wurde 1632 Joh. Nicodemi von Ahausen vom schwedischen König Gustav II. Adolf mit der Herrschaft Stettenfels belehnt, nach Ahausens Tod noch im selben Jahr wurden jedoch die alten Besitzverhältnisse wiederhergestellt. 1737 kam es zu einem Streit zwischen den Dorfbewohnern und dem Grafen Anton Fugger, worauf zwei Bürger erschossen wurden. 1747 verkaufte Graf Anton Sigmund Fugger die Herrschaft an den württembergischen Herzog Carl Eugen.
Nach der Gründung des Königreichs Württemberg gab es zu Anfang des 19. Jahrhunderts eine neue Verwaltungsneugliederung. Zunächst gehörte Untergruppenbach bis 1810 zum Oberamt Beilstein, nach dessen Auflösung bis 1812 zum Oberamt Heilbronn, ab 1812 zum Oberamt Besigheim, nach vielen Eingaben und Bitten der Gemeinde ab 1842 dann wieder zum Oberamt Heilbronn. 1829 erwarb die Gemeinde das Schloss, veräußerte es jedoch 1852 wieder in Privatbesitz. 1893 wurde eine Postagentur gegründet, 1905 eine neue Volksschule errichtet. 1909 und 1911 erfolgte die Einrichtung einer zentralen Wasserversorgung bzw. der Anschluss an das Elektrizitätsnetz. Seit der Verwaltungsreform 1938 während der NS-Zeit in Württemberg gehört Untergruppenbach zum Landkreis Heilbronn. Im selben Jahr veränderte sich mit dem Bau der Reichsautobahn von Heilbronn nach Stuttgart (heute Teilstrecke der A 81) und der von Heilbronn herführenden Zubringerstraße die Landschaft um den Ort beträchtlich. 1945 wurde der Ort Teil der Amerikanischen Besatzungszone und gehörte somit zum neu gegründeten Land Württemberg-Baden, das 1952 im jetzigen Bundesland Baden-Württemberg aufging. 1953 wurde der Gruppenbach im Ort verdolt. 1962 erwarb die Gemeinde das alte evangelische Pfarrhaus und baute es im Folgejahr zum Rathaus um. 1971 bildeten Untergruppenbach und Unterheinriet eine Verwaltungsgemeinschaft. Am 1. Januar 1974 wurde Unterheinriet mit seinen Ortsteilen eingemeindet.
Am 17. Januar 1982 wurde in Untergruppenbach der mit seiner Familie dort im Exil lebende kosovarische Dichter und Dissident Jusuf Gërvalla zusammen mit seinem Bruder und einem weiteren Regimegegner vermutlich vom jugoslawischen Geheimdienst ermordet.

### Unterheinriet

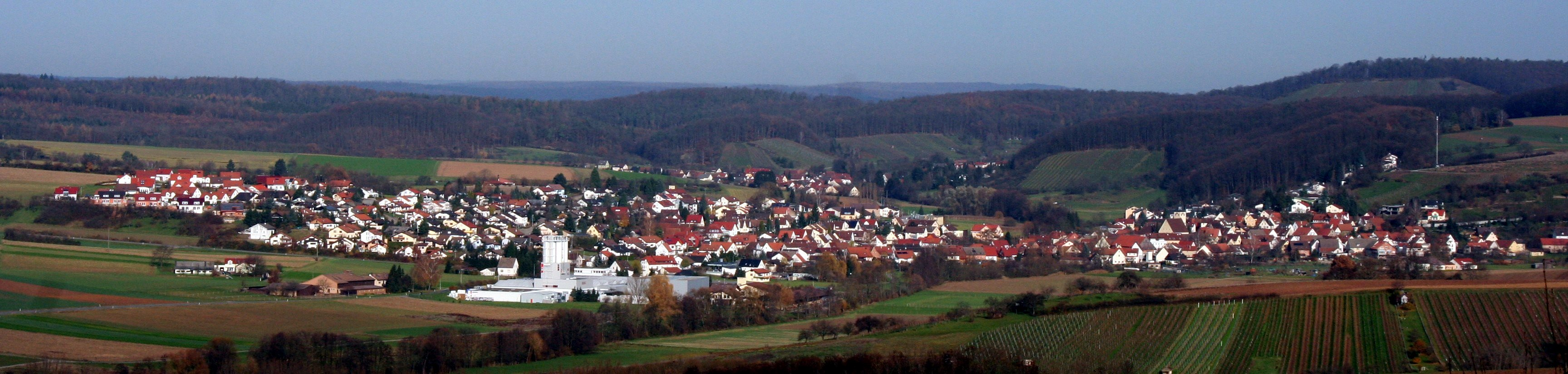
Unterheinriet

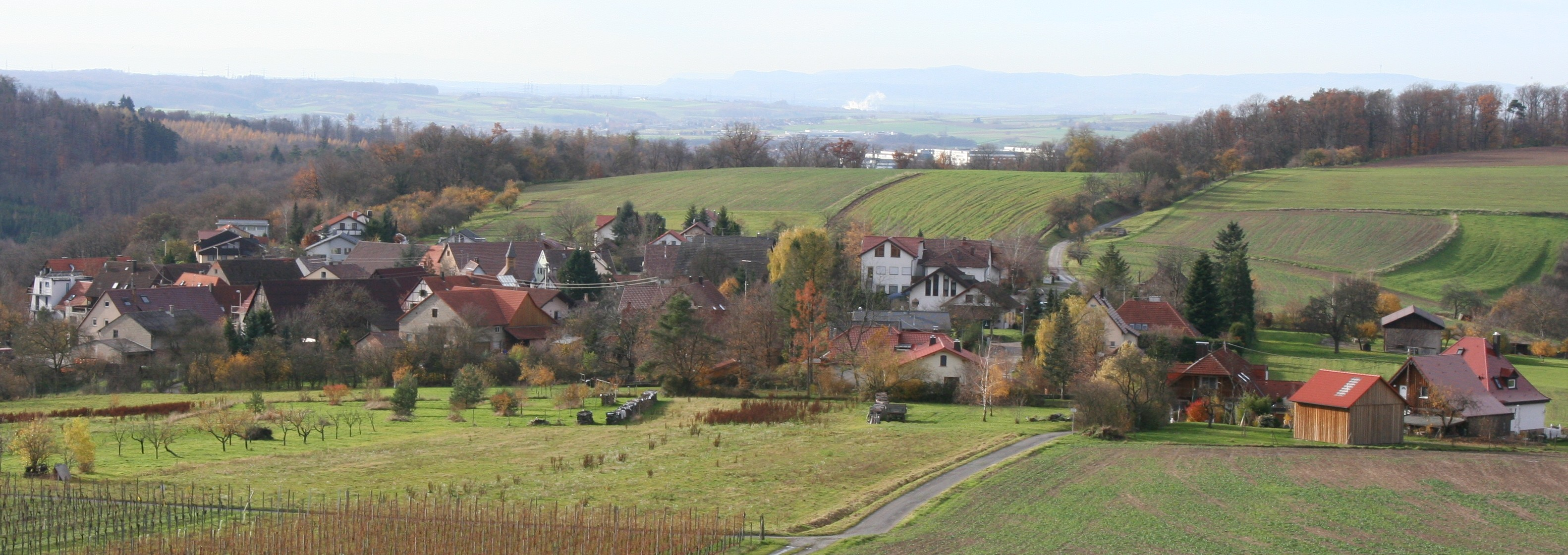
Vorhof

Unterheinriet wurde 1139 mit der Nennung eines Helferich de Hehenried im Gefolge König Konrads erstmals urkundlich erwähnt. Der Ortsname geht auf die Herren von Hohenriet zurück, deren Burg Hohenriet (Burg auf der gerodeten Höhe) im höher gelegenen Nachbarort Vorhof (Hof vor der Burg) stand und an welche heute nur noch der Flurname Burgsel erinnert. Die Burgherren werden im 12. und 13. Jahrhundert mehrfach erwähnt und tragen dasselbe Wappen wie die Hacken zu Hoheneck. Konrad von Heinrieth erwarb 1327 Burg und Stadt Neudenau von Konrad von Weinsberg. 1330 erwarb Graf Nicolaus von Löwenstein die Hälfte von Burg und Dorf Unterheinrieth. Nach zahlreichen Verkäufen und Beleihungen gelangten die Grafen von Löwenstein 1364 in den gesamten Besitz der Herrschaft. Die Herren von Heinriet verkauften in der Folgezeit auch alle auswärtigen Besitztümer, so dass sie 1456 völlig besitzlos waren, bevor mit Philipp von Heinriet 1462 der letzte Spross ausstarb. Nachdem die Grafschaft Löwenstein und damit auch Unterheinriet 1504 württembergisch geworden waren, wurde letzteres 1510 von der Grafschaft getrennt und dem württembergischen Amt Beilstein zugeordnet. Der Schwäbische Bund zerstörte die Burg Hohenriet 1528, weil sie der Rückzugsort des Bauernführers Hans Thomas von Absberg, eines Mitstreiters Götz von Berlichingens, war.
Nach der Gründung des Königreichs Württemberg wechselte Unterheinriet im Jahr 1807 vom Oberamt Beilstein zum Oberamt Weinsberg. 1830 wurde die Brücke über die Schozach gebaut, 1874 ein Schulhaus. Im Jahr 1900 wurde eine Postagentur eröffnet, 1908 wurde der Omnibusverkehr von Heilbronn über Flein, Untergruppenbach und Abstatt nach Unterheinriet aufgenommen. Nach der Auflösung des Oberamts Weinsberg kam der Ort 1926 im Zuge einer Verwaltungsreform des Volksstaates Württemberg an das Oberamt Heilbronn, das 1938 zum Landkreis Heilbronn umgewandelt wurde. 1927 wurde die erste Gemeindehalle erbaut, die eine der ersten Gemeindehallen in Württemberg war. Gegen Ende des Zweiten Weltkriegs wurde Unterheinriet zu 45 %, Oberheinriet zu 35 % und Vorhof zu 90 % durch amerikanische Luftangriffe zerstört. 1945 wurde der Ort Teil der Amerikanischen Besatzungszone und gehörte somit zum neu gegründeten Land Württemberg-Baden, das 1952 im jetzigen Bundesland Baden-Württemberg aufging. Nachdem bereits seit 1971 eine Verwaltungsgemeinschaft mit Untergruppenbach bestanden hatte, wurde Unterheinriet am 1. Januar 1974 mit seinen Ortsteilen nach Untergruppenbach eingemeindet.

### Religionen

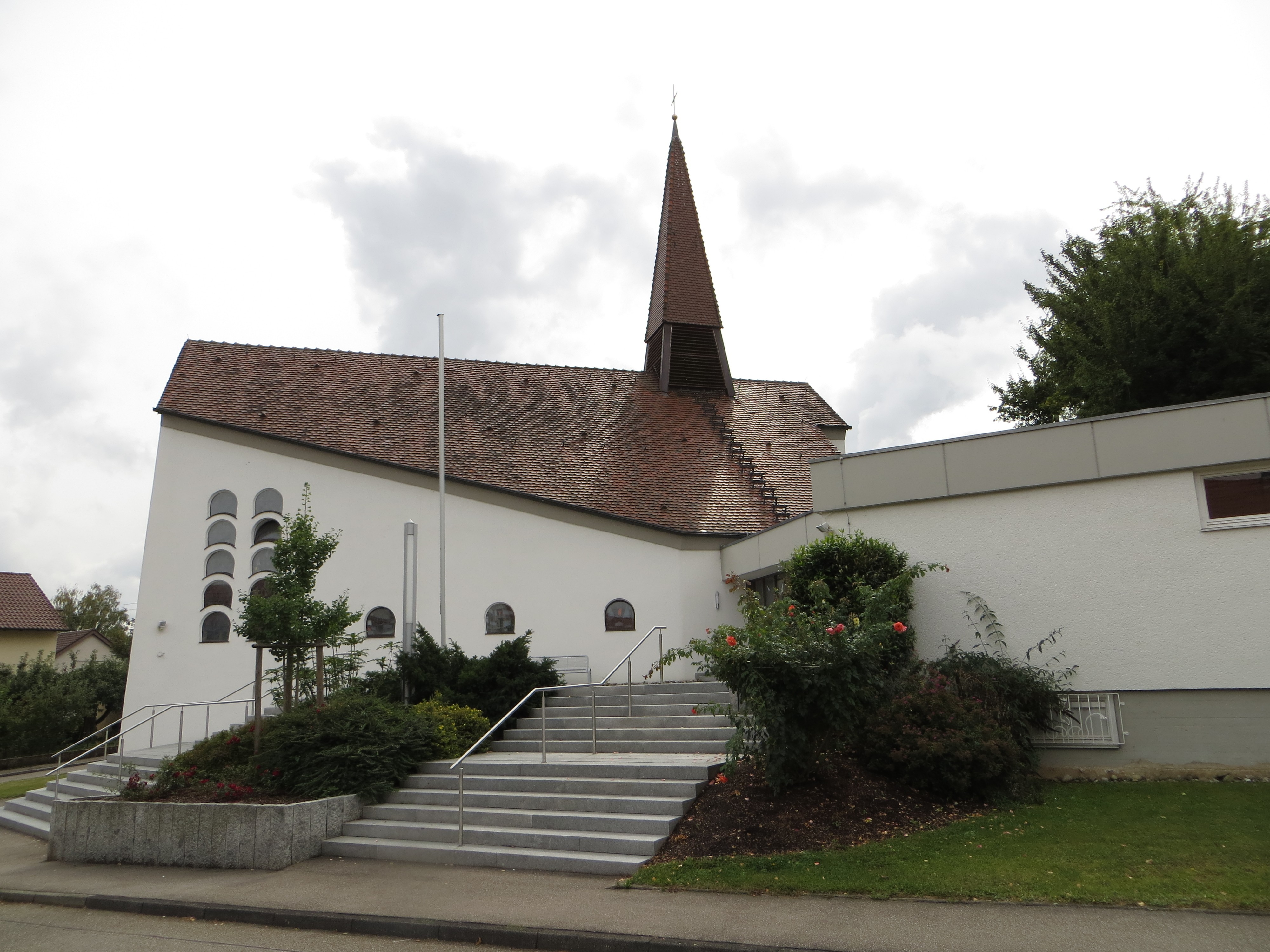
Katholische Stephanskirche in Untergruppenbach

Seit Wolf Philipp von Hirnheim 1536 die Reformation durchführte, ist Untergruppenbach vorwiegend evangelisch geprägt. Zwar versuchte Ludwig Xaver Fugger 1735 eine katholische Kirche zu bauen, diese ließ der württembergische Herzog Karl Alexander jedoch noch vor der Fertigstellung wieder einreißen. In Untergruppenbach und Unterheinriet gibt es jeweils eine eigene evangelische Kirchengemeinde. Die evangelische Kirchengemeinde Untergruppenbach gehört zum Kirchenbezirk Heilbronn, die evangelische Kirchengemeinde Unterheinriet gehört zum Kirchenbezirk Weinsberg-Neuenstadt, beide jeweils in der Evangelischen Landeskirche in Württemberg.
Darüber hinaus gibt es die katholische Kirchengemeinde St. Stephan, eine evangelisch-methodistische und eine neuapostolische Kirchengemeinde sowie die Gemeinde der Christen „Ecclesia“ e. V.

### Einwohnerentwicklung

Einwohnerentwicklung in Untergruppenbach von 1871 bis 2017

| Jahr | Einwohner |
| ---- | --------- |
| 1871 | 2393      |
| 1880 | 2558      |
| 1890 | 2617      |
| 1900 | 2539      |
| 1910 | 2491      |
| 1925 | 2393      |
| 1933 | 2388      |
| 1939 | 2277      |
| 1950 | 2907      |
| 1956 | 2972      |

| Jahr | Einwohner |
| ---- | --------- |
| 1961 | 3338      |
| 1965 | 3955      |
| 1970 | 4503      |
| 1975 | 5762      |
| 1980 | 6441      |
| 1985 | 6609      |
| 1990 | 6959      |
| 1995 | 7438      |
| 2000 | 7543      |
| 2001 | 7614      |

| Jahr | Einwohner |
| ---- | --------- |
| 2002 | 7556      |
| 2003 | 7561      |
| 2004 | 7530      |
| 2005 | 7549      |
| 2007 | 7608      |
| 2008 | 7687      |
| 2009 | 7753      |
| 2010 | 7861      |
| 2011 | 7877      |
| 2012 | 7909      |

| Jahr | Einwohner |
| ---- | --------- |
| 2013 | 8013      |
| 2014 | 8122      |
| 2015 | 8276      |
| 2016 | 8342      |
| 2017 | 8324      |
| 2020 | 8528      |

## Politik

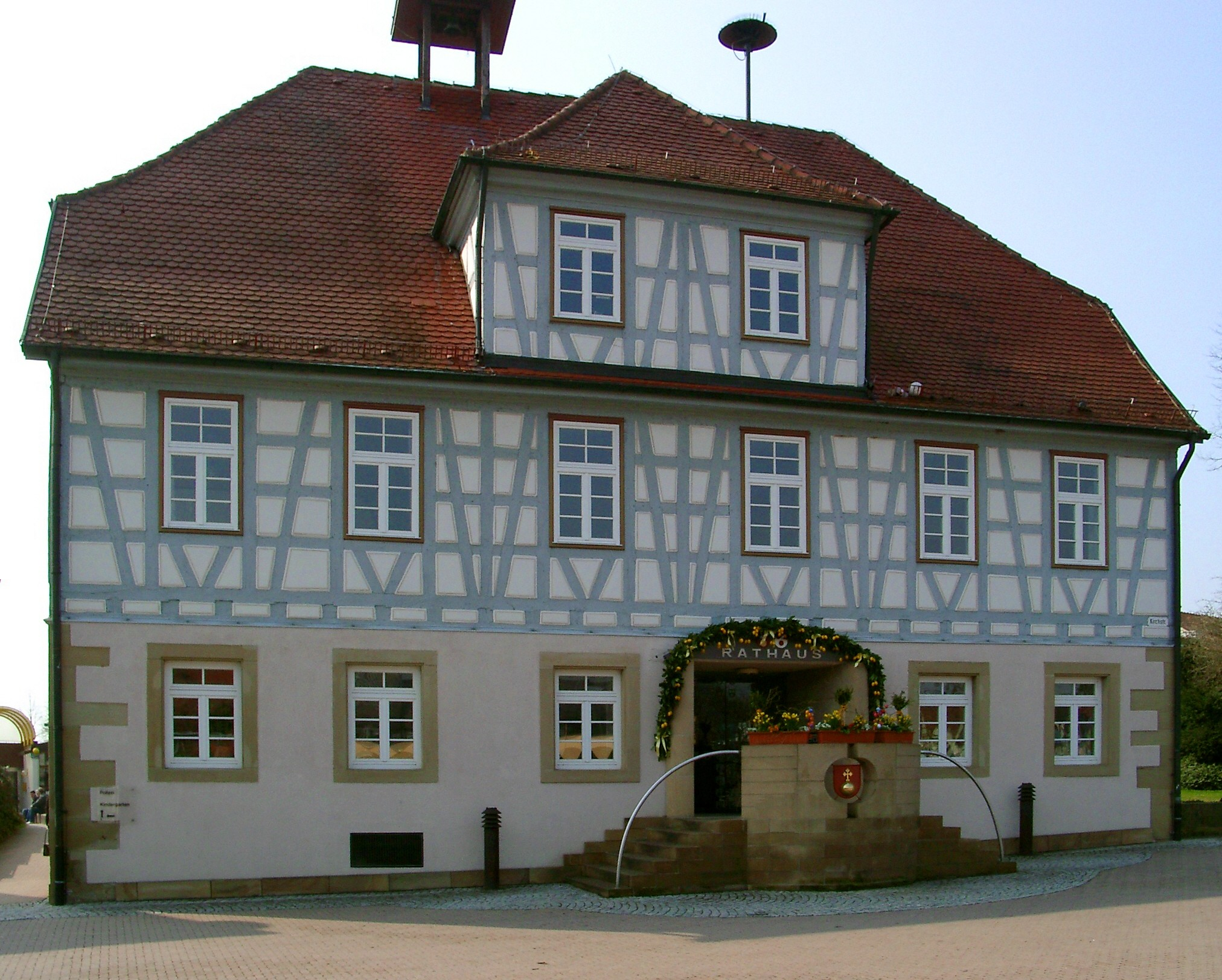
Rathaus in Untergruppenbach

### Gemeinderat
Die Kommunalwahl 2019 ergab diese Sitzverteilung:
- UWG: 7 Sitze
- CDU: 5 Sitze
- SPD: 4 Sitze

### Bürgermeister
Seit 2018 ist Andreas Vierling der Bürgermeister von Untergruppenbach. Vorgänger waren von 1978 bis 2002 Walter Haiber sowie von 2002 bis 2018 Joachim Weller.

### Wappen und Flagge
Die Blasonierung des Untergruppenbacher Wappens lautet: In Rot ein goldener Reichsapfel mit goldenem Kleeblattkreuz. Die Flagge der Gemeinde ist Gelb-Rot.
Den Reichsapfel, vermutlich das Gruppenbacher Fleckenzeichen, zeigt erstmals ein Gerichtssiegel von 1726, ferner eine Wappendarstellung von 1740 am Rathaus und alte Marksteine. Ob er auf die frühere kurpfälzische Lehnsherrschaft zurückgeht, wie teils angenommen wurde, ist nicht schlüssig geklärt. Im 19. und 20. Jahrhundert tauchte vorübergehend ein anderes Wappen auf, das in einem Wellenbalken einen Fisch zeigte und wahrscheinlich den Gruppenbach symbolisieren sollte. 1939 wurde mit Zustimmung der württembergischen Archivdirektion endgültig der Reichsapfel als Wappenfigur festgelegt. Wappen und Flagge wurden der Gemeinde am 4. März 1963 vom baden-württembergischen Innenministerium verliehen.

Wappen Untergruppenbachs
Wappen Unterheinriets

Das Wappen Heinriets ist das ehemalige Wappen der Herren von Heinriet.

## Kultur und Sehenswürdigkeiten

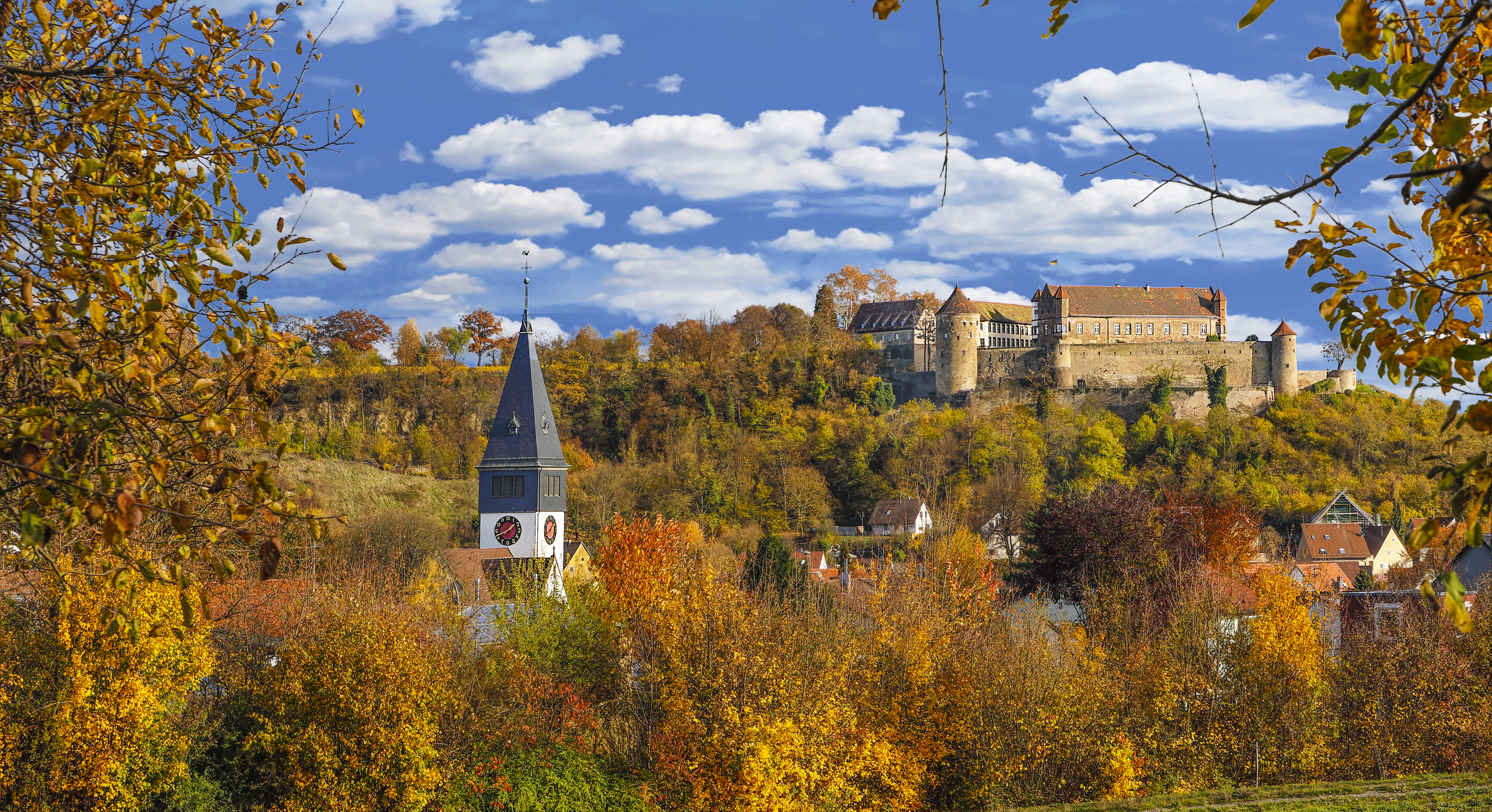
Ev. Johanneskirche und Burg Stettenfels

### Bauwerke
Untergruppenbach
- Die Burg Stettenfels auf der Sandsteinstufe über der Gemeinde wurde im 14. Jahrhundert von den Herren Sturmfeder, im 16. Jahrhundert von den Fuggern ausgebaut. Von ihr hat man einen hervorragenden Blick auf den Hauptort Untergruppenbach und die weitere Umgebung. Im Sommer finden auf der Burg sehr häufig kulturelle Veranstaltungen statt wie etwa Jazz-Konzerte oder Freilicht-Theaterstücke.
- Das Alte Rathaus von 1740, ein markanter Torhausbau, wurde nach Plänen von Franz Häffele ebenfalls von den Fuggern erbaut.
- Das heutige Rathaus bei der evangelischen Pfarrkirche wurde 1791 als evangelisches Pfarrhaus errichtet und 1962 von der Gemeinde zur Nutzung als Rathaus erworben.
- Die evangelische Johanneskirche hat einen mittelalterlichen Turm, das Kirchenschiff wurde 1903/04 von Heinrich Dolmetsch im neoromanischen Stil errichtet. Die verwendeten Bausteine stammen aus den Steinbrüchen beim Heilbronner Jägerhaus. Einweihung war am 20. März 1904.
- Die katholische Kirche St. Stephan wurde 1959/60 für die nach dem Zweiten Weltkrieg entstandene katholische Gemeinde errichtet.
- Das Schulhaus wurde 1904/05 nach Plänen von Oberamtsbaumeister Eckert erbaut und am 26. Juni 1905 eingeweiht. 1950 wurden zwei weitere Schulräume angebaut.
- Eines der letzten historischen Gebäude in der Ortsmitte ist das so genannte Weingärtnerhaus von 1793 in der Zollerstr. 10.
- Das ehemalige Gasthaus Rose geht auf das späte 15. Jahrhundert zurück. Eine Quelle im Keller lieferte Wasser zum Bierbrauen und speist heute noch einen Rohrbrunnen.

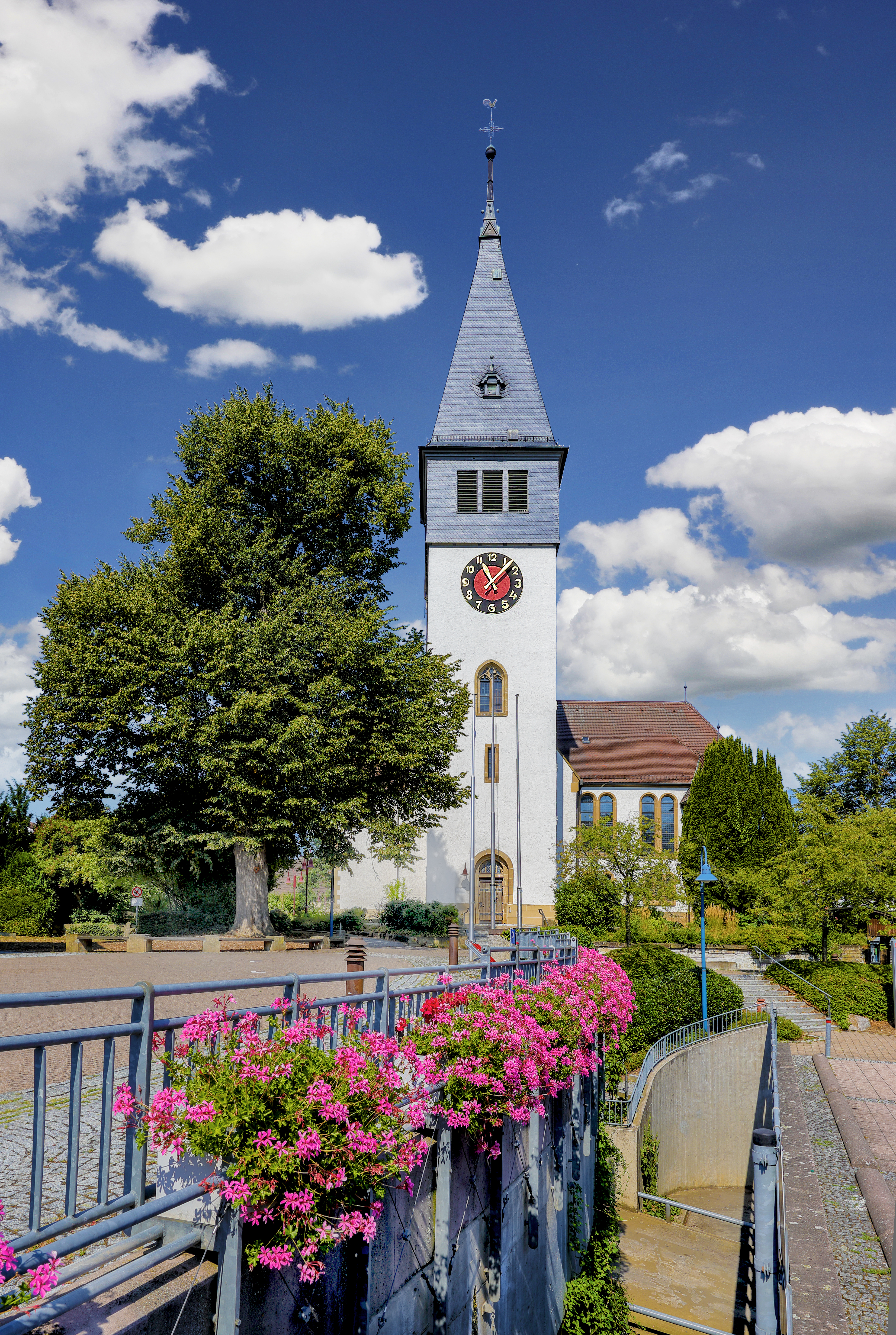
Ev. Johanneskirche
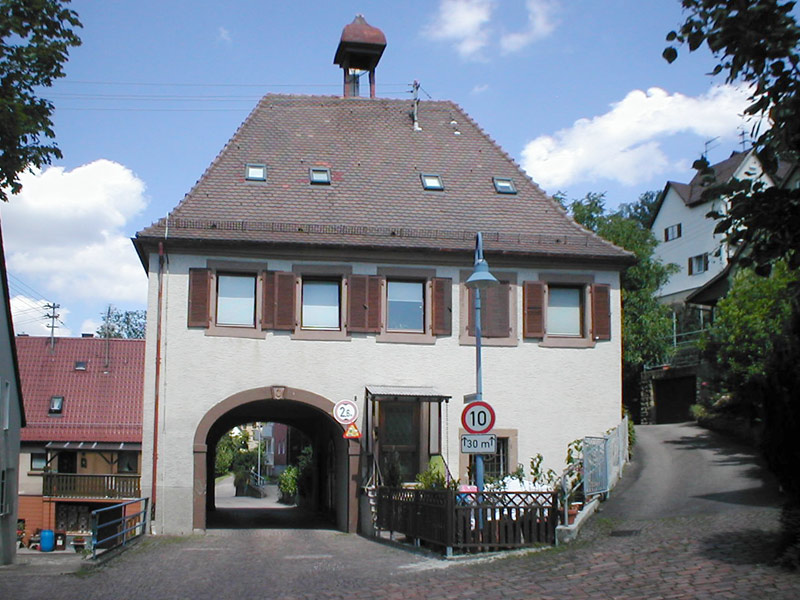
Altes Rathaus
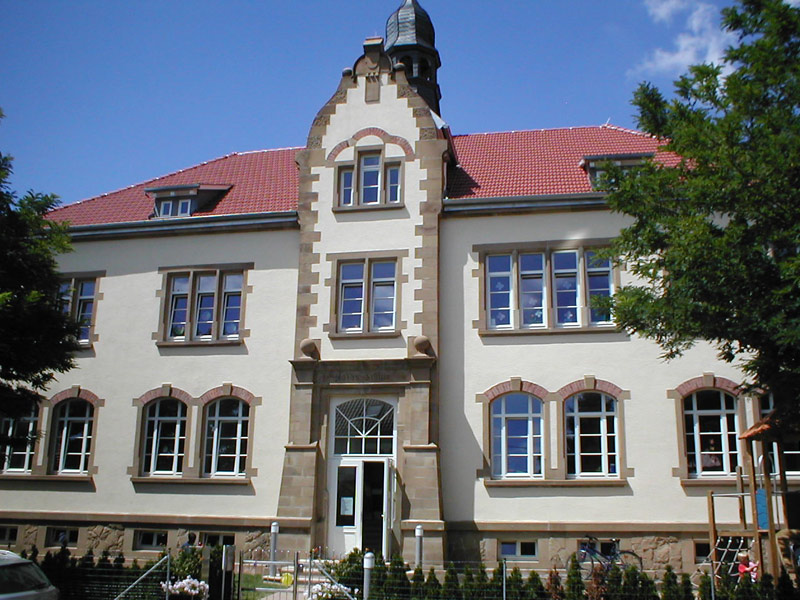
Schulhaus
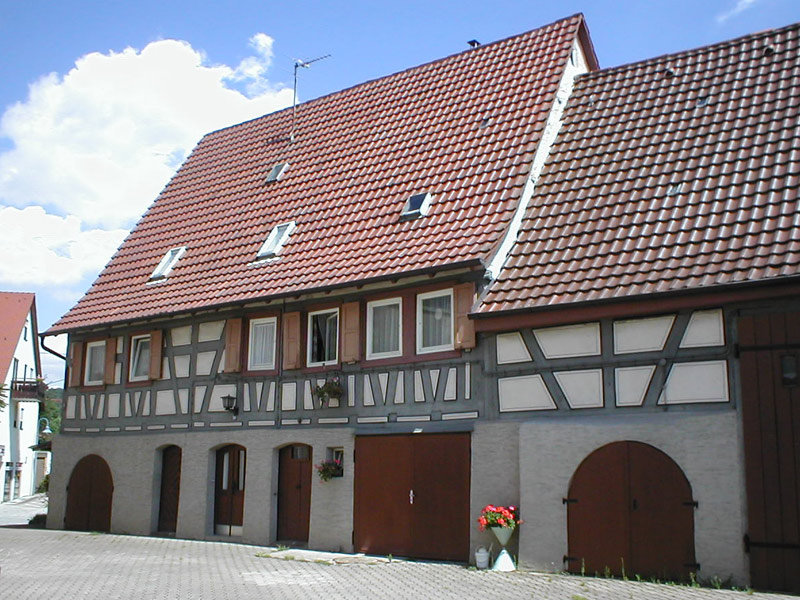
Weingärtnerhaus

Unterheinriet

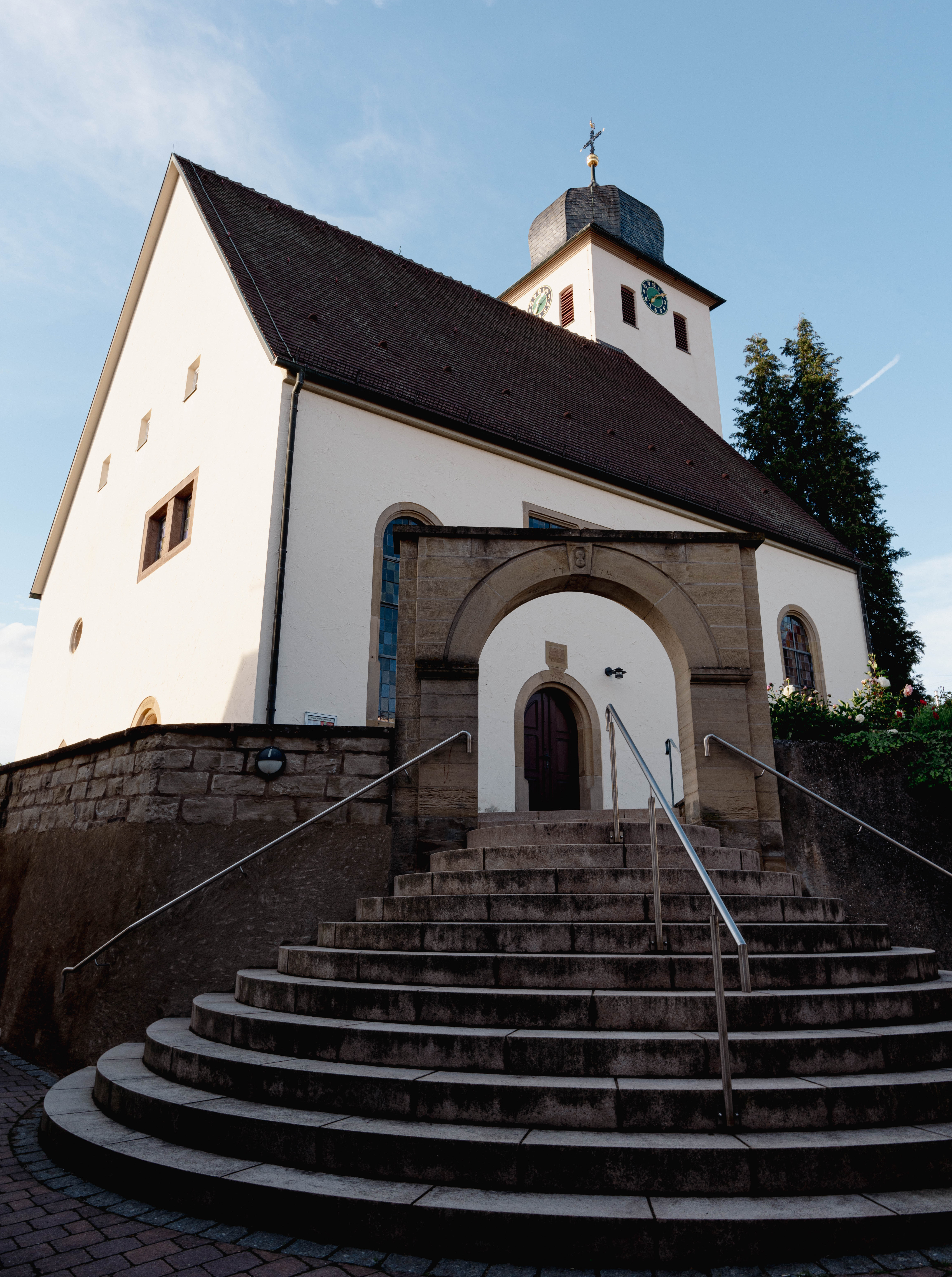
Ev. Nikolauskirche in Unterheinriet

- Die evangelische Nikolauskirche hat einen gotischen Chorturm von 1250 und wurde 1359 erstmals erwähnt. Der enge Chor mit Kreuzrippengewölbe wurde 1578 umgebaut, das Kirchenschiff in seiner heutigen Gestalt 1722 nach Süden erweitert. Dem Einbau der ursprünglichen dreiseitigen Empore mit zunächst einem Schenkel für die Orgel, der den Chorbogen überspannt, und einer ausladenden Südempore einschließlich des Raumgewinns darunter hatte die Erweiterung der Kirche 1722 gedient. Durch das notwendigerweise weiter spannende Dach rückte der Dachfirst von der Turmmitte nach Süden. Von Süden her wurde auch der Haupteingang angelegt und das Parterre- und Südemporengestühl quer zur Raumachse mit beträchtlicher Raumtiefe auf die Kanzel gegenüber an der Nordwand ausgerichtet. Diese Raumfassung mit heute noch L-förmiger Empore an der West- und Südseite entspricht einer seit der Reformation in Württemberg häufig anzutreffenden Querkirchenkonzeption, die übrigens dem Altar im engen Chor wenig Bedeutung beimisst, vielmehr die Kanzel als Quelle der Verkündigung bevorzugt. Seit Aufgabe der Ost-Orgelempore 1887 befindet sich die neue Orgel[14] des Stuttgarter Orgelbauers Carl Gottlieb Weigle auf der Südempore über dem Hauptportal. Die Kanzel und der Taufstein stammen von 1759. Die Ausstattung mit Gemälden ist in weiten Teilen barock, vor allem die Emporengemälde in den Brüstungsfeldern, sowie ein Gemälde mit der Taufe Christi von 1688. Den Chorbogen betonten 1998 die Kunstmalerinnen Rut Hanselmann, damals Heilbronn, und Mares Schultz (Stuttgart; 1920–2013) mit einem Bilderfries. Sie schufen auch 1997/98 die vier Schiff-Farbfenster mit den Motiven Vogel im Nest, Der Weinstock, Verkündigung an Maria und Ruth und Naemi.[15]
- Das Pfarrhaus bei der Kirche wurde wie die Kirche im 18. Jahrhundert erneuert, eine erhalten gebliebene Schießscharte zeigt älteren Ursprung an. Das Gebäude ist erst seit 1780 Pfarrhaus, der Vorgängerbau diente wohl auch anderen Zwecken.
- Die Kelter vervollständigt das historische Ensemble in der Ortsmitte. Ihr Alter ist nicht bekannt. Das historische Dachgebälk soll Ähnlichkeit mit den Zimmerarbeiten im Dachstuhl des Ulmer Münsters haben. 1832 erwarb das königliche Kameralamt die Kelter, die in den Besitz der Gemeinde überging. Das Bauwerk wurde 1990 renoviert und ausgebaut, es enthält heute u. a. die Bücherei.
- Historischer Baubestand findet sich insbesondere auch an der Spreuerbergstraße, die bereits früh bebaut war. Das Gebäude Nr. 18 mit seiner markanten und schmuckvollen Steinfassade errichtete ein Steinbruchbesitzer 1809 als Wohnhaus. In der Nähe stehen weitere historische Fachwerk-Anwesen.

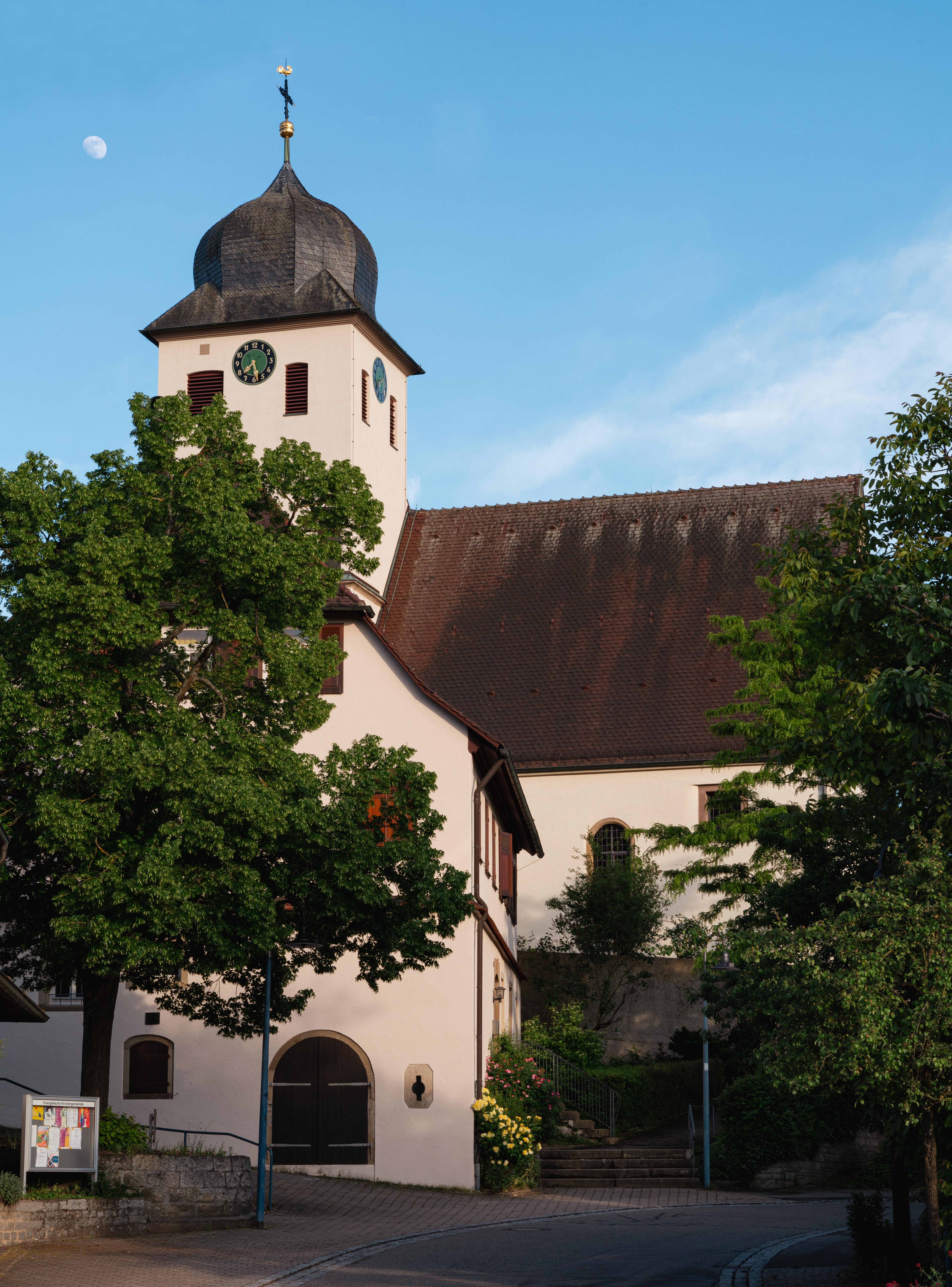
Pfarrhaus und Kirche
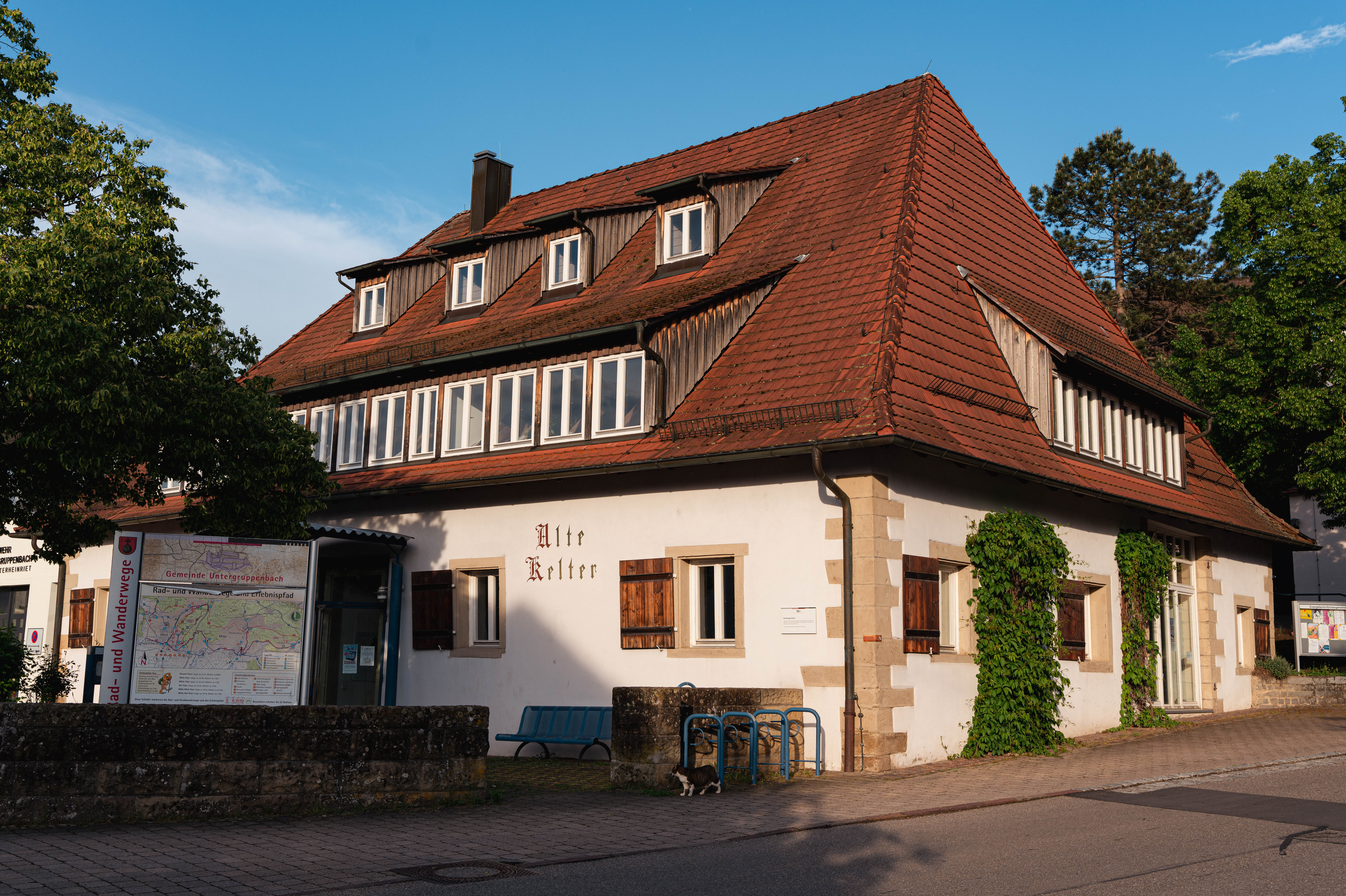
Kelter
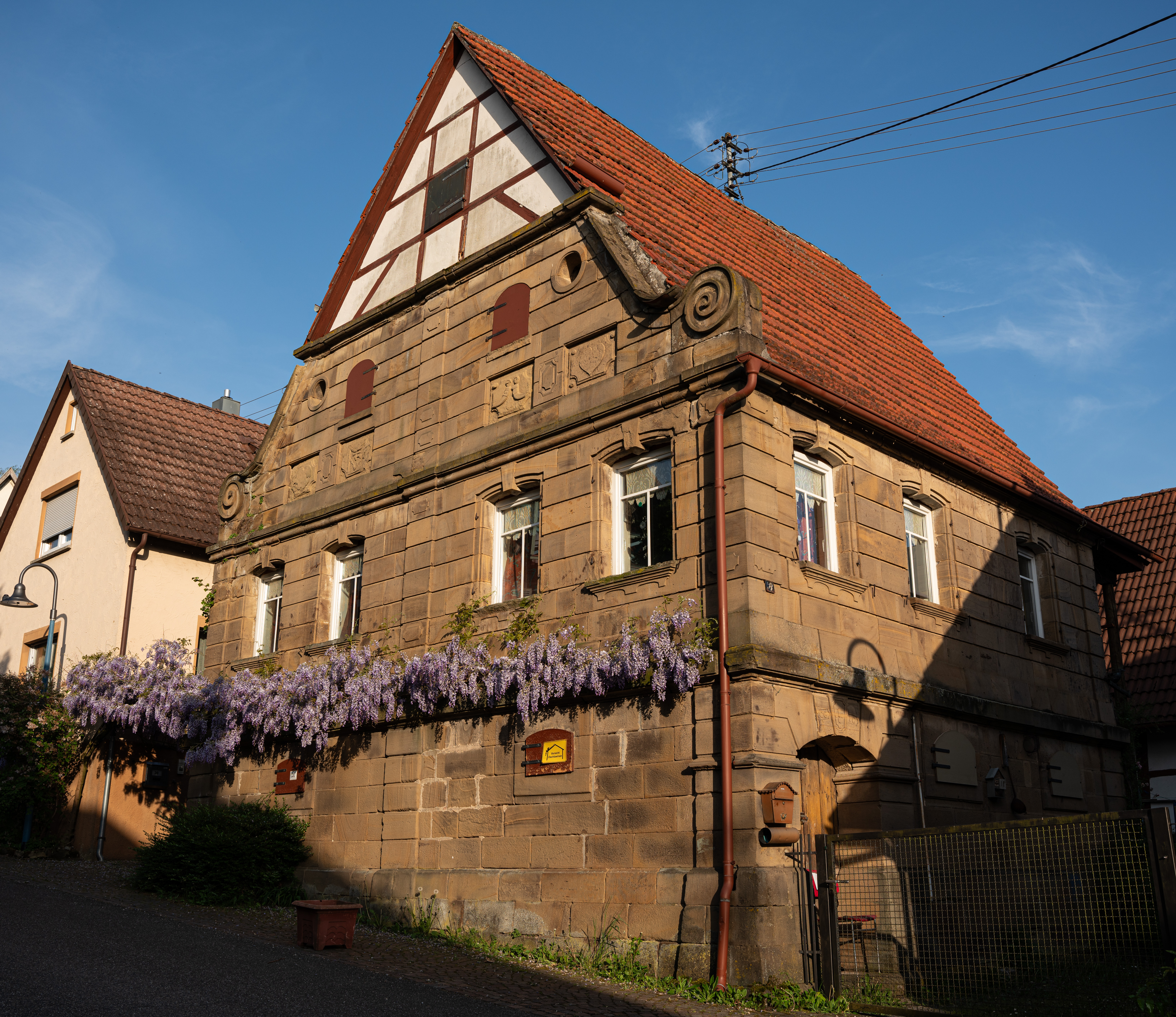
Steinbruchbesitzerhaus
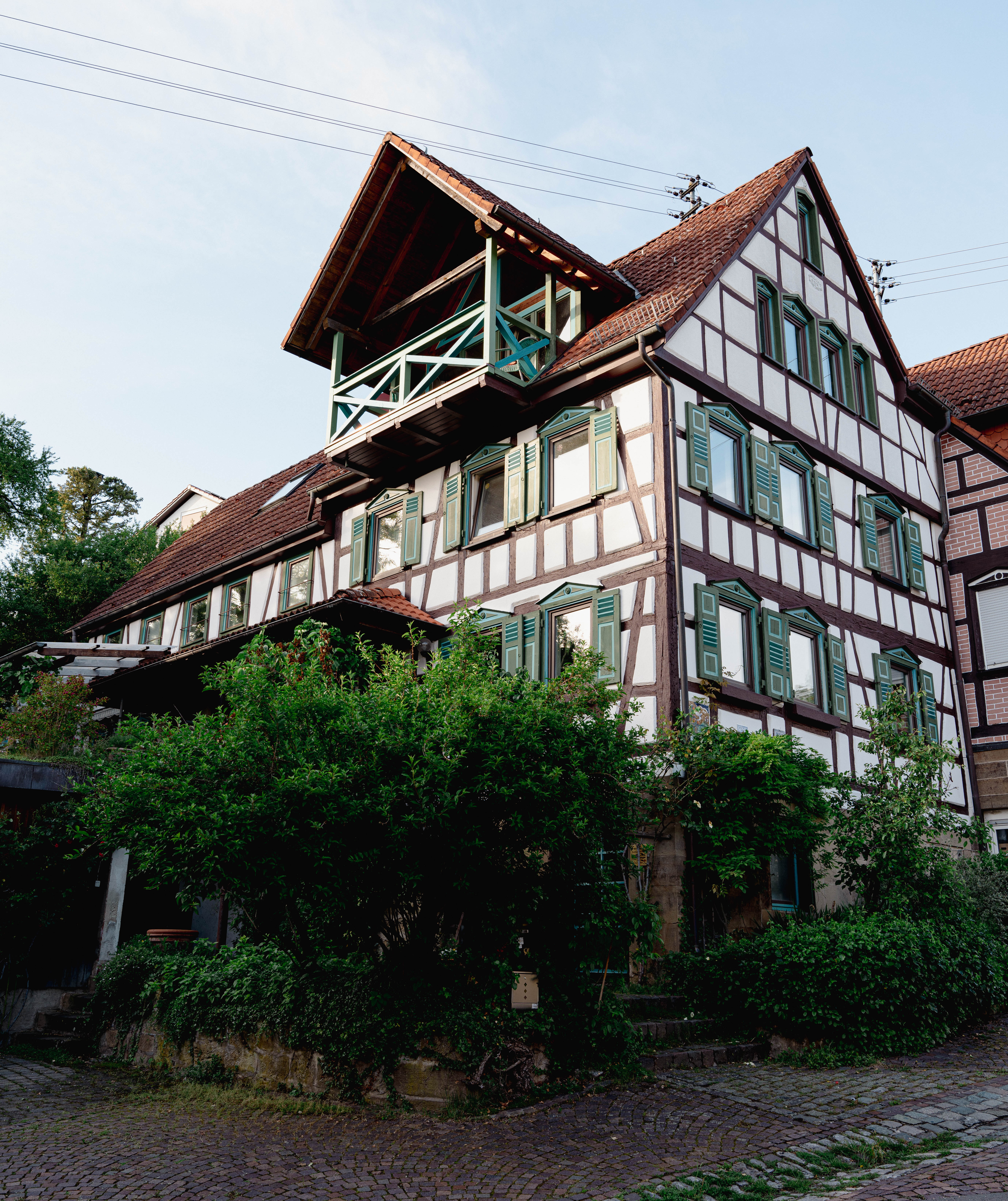
Fachwerkanwesen Spreuerberg

### Regelmäßige Veranstaltungen
Seit 2005 gibt es auf der Burg Stettenfels jedes Jahr ein mittelalterliches Burgfest mit Ritterturnieren, Gauklern, Musik und Handwerkern. Das Fest findet seit 2007 immer am 1. Mai und dem daran anschließenden Wochenende statt und hat mittlerweile mehrere hundert Mitwirkende sowie tausende Besucher.

## Wirtschaft und Infrastruktur

### Weinbau

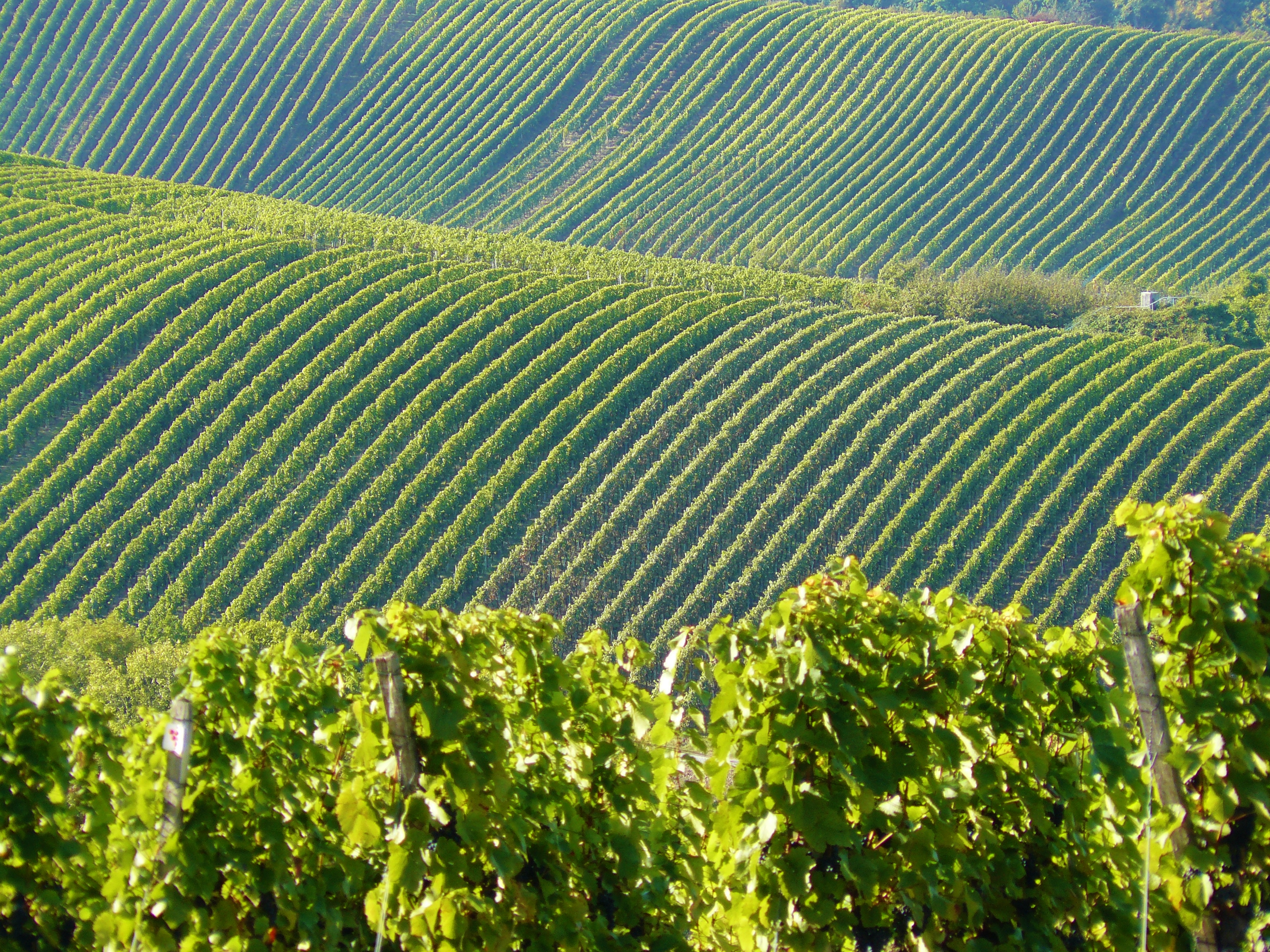
Weinberge bei Burg Stettenfels

Untergruppenbach ist ein traditioneller Weinbauort, dessen Lagen zur Großlage Kirchenweinberg im Bereich Württembergisch-Unterland des Weinbaugebietes Württemberg gehören. Mit der Staatssekretärin Friedlinde Gurr stellte der Ort 1976/77 die Deutsche Weinkönigin. Zuvor war sie 1975/76 bereits Württembergische Weinkönigin gewesen.

### Verkehr
Untergruppenbach ist durch die Bundesautobahn 81 (Würzburg–Gottmadingen) an das überregionale Straßennetz angebunden.

### Öffentlicher Nahverkehr
Der öffentliche Nahverkehr wird durch 5 Buslinien bedient.
| Linie   | Strecke                                                                                 | Takt                   |
| ------- | --------------------------------------------------------------------------------------- | ---------------------- |
| 642     | Heilbronn – Untergruppenbach – Ilsfeld – Beilstein                                      | Stundentakt            |
| 648     | Untergruppenbach – Abstatt – Ilsfeld – Beilstein                                        | Stundentakt in der HVZ |
| 649     | Lauffen – Talheim – Flein – Untergruppenbach                                            | Stundentakt            |
| 640     | SchozachExpress / Heilbronn – Untergruppenbach Donnbronn – Ilsfeld – Beilstein          | Stundentakt in der HVZ |
| 645/647 | Obergruppenbach – Untergruppenbach – Happenbach – Unterheinriet – Oberheinriet – Vorhof | On Demand Verkehr      |

### Ansässige Unternehmen
Größtes in Untergruppenbach ansässiges Unternehmen ist der Automobilzulieferer Magna PT (ehemals: Getrag), dessen Konzernzentrale sich seit 1. Januar 2002 hier befindet. In der Konzernzentrale, Forschung und Entwicklung sowie anderen sich ebenfalls in Untergruppenbach befindlichen Abteilungen des Unternehmens sind über 1120 Mitarbeiter beschäftigt.

### Medien
Über das Geschehen in Untergruppenbach berichten die Tageszeitung Heilbronner Stimme in ihrer Ausgabe Süd-Ost (SO) sowie das wöchentliche Untergruppenbacher Amtsblatt Die Brücke.

### Öffentliche Einrichtungen
Nördlich des Ortsteils Obergruppenbach befindet sich im Wald eines der ca. 20 NATO-Tanklager in Deutschland, die an das Pipelinenetz CEPS angeschlossen sind. Leitungen aus Philippsburg-Huttenheim und Boxberg (Baden) enden hier.

### Bildung
In Untergruppenbach gibt es mit der Stettenfelsschule im Ortsteil Untergruppenbach eine Gemeinschaftsschule, die die Klassen 1 bis 9 bzw. 10 umfasst, sowie eine weitere selbständige Grundschule im Ortsteil Unterheinriet, die Eberhard-Schweizer-Grundschule Unterheinriet. Die Ortsbücherei im Ortsteil Untergruppenbach mit über 10.000 Medieneinheiten hat etwa 1.500 Benutzer. Im September 2017 startet die Stettenfelsschule mit einem Ganztagskonzept als Ganztagsschule.

## Persönlichkeiten

### Söhne und Töchter der Gemeinde
- Max von Gemmingen (1868–1949), geboren auf Burg Stettenfels, württembergischer Oberst
- Theodor Dipper (1903–1969), evangelischer Pfarrer und Dekan (geboren in Unterheinriet)
- Friedlinde Gurr-Hirsch (* 1954), Politikerin (CDU), Politische Staatssekretärin im Ministerium für Ernährung und Ländlichen Raum Baden-Württemberg (2005–2011, seit 2016), Mitglied des Landtages von Baden-Württemberg
- Peter Uetz (* 1965), deutscher Molekularbiologe und Herpetologe, geboren in Untergruppenbach.

### Sonstige mit der Gemeinde in Verbindung stehende Personen
- Siegfried Levi (1880–1951), Unternehmer, Schlossbesitzer, 1927 Ehrenbürger von Untergruppenbach
- Friedrich Spieser (1902–1987), Politiker und Verleger, langjähriger Besitzer und Bewohner der Burg Stettenfels
- Karl-Heinz Dähn (1926–2016), Lehrer und Heimatforscher, lebte in Untergruppenbach
- Thomas Ring (1892–1983), Maler, Dichter, Astrologe, lebte auf Burg Stettenfels von 1962 bis 1983
- Irmtraut Ring-Bilger (1910–1999), österreichische Malerin, Zeichnerin